# Love is all (松田聖子の曲)
「 Love is all 」（ラヴ・イズ・オール）は、2008年6月25日にリリースされた、松田聖子の72枚目のシングル。発売元はSony Records。

## 解説
タイトル（英名）：『LOVE IS ALL』。2007年「真夏の夜の夢」（2007.8.1・藤井隆とのデュエット）に続き、TBS系『女子バレーボールワールドカップグランプリ2008大会』中継のテーマソング。メイン・サポーターとして松田も前年から続投。
初回生産分は、セミダブル紙ジャケット、ピクチャー・レーベル仕様で3面ミニポスターが封入されている。通常盤はプラスティック・ケースであるが、初回盤と別ショットの3面ミニポスターを封入。本作発売直前、アルバム『my pure melody』（2008.5.21）がリリース。

## 収録曲
全作詞・作曲:Seiko Matsuda／編曲:Sachiko Miyano
1. Love is all（5:31）
2. 忘れたりしないでね（5:05）
3. Love is all  -Backing Track-（5:31）
4. 忘れたりしないでね  -Backing Track-（5:05）
5. Love is all ～女子バレー WGP 2008 performance version～（5:22）

## 関連作品
- Love is all
  - Premium Diamond Bible
  - Diamond Bible
  - SEIKO STORY〜90s-00s HITS COLLECTION〜
- 忘れたりしないでね
  - アルバム未収録
- Love is all ～女子バレー WGP 2008 performance version～
  - アルバム未収録